# Landerrouat
Landerrouat (Landeroat en occitan gascon,) est une commune du Sud-Ouest de la France, située dans le département de la Gironde (région Nouvelle-Aquitaine).
Ses habitants sont appelés les Landerrouatais.

## Géographie

### Localisation
La commune se trouve dans l’Entre-deux-Mers, à 69 km à l’est de Bordeaux, chef-lieu du département, à 45 km au nord-est de Langon, chef-lieu d’arrondissement et à 7 km à l’est de Pellegrue, ancien chef-lieu de canton.

### Communes limitrophes
Les communes limitrophes sont Caplong, Les Lèves-et-Thoumeyragues, Pellegrue, Esclottes et Savignac-de-Duras.
|           | Caplong        | Les Lèves-et-Thoumeyragues |
| Pellegrue | Landerrouat    |                            |
|           | Esclottes (47) | Savignac-de-Duras (47)     |

### Climat
Pour des articles plus généraux, voir Climat de la Nouvelle-Aquitaine et Climat de la Gironde.
Géographiquement, la commune est exposée à un climat océanique aquitain.  
En 2020, Météo-France publie une typologie des climats de la France métropolitaine dans laquelle la commune est exposée à un climat océanique et est dans la région climatique  Aquitaine, Gascogne, caractérisée par une pluviométrie abondante au printemps, modérée en automne, un faible ensoleillement au printemps, un été chaud (19,5 °C), des vents faibles, des brouillards fréquents en automne et en hiver et des orages fréquents en été (15 à 20 jours).
Pour la période 1971-2000, la température annuelle moyenne est de 12,7 °C, avec une amplitude thermique annuelle de 15 °C. Le cumul annuel moyen de précipitations est de 818 mm, avec 11,6 jours de précipitations en janvier et 6,7 jours en juillet. Pour la période 1991-2020, la température moyenne annuelle observée sur la station météorologique la plus proche, située sur la commune de Port-Sainte-Foy-et-Ponchapt à 12 km à vol d'oiseau, est de 13,8 °C et le cumul annuel moyen de précipitations est de 809,4 mm,. Pour l'avenir, les paramètres climatiques de la commune estimés pour 2050 selon différents scénarios d’émission de gaz à effet de serre sont consultables sur un site dédié publié par Météo-France en novembre 2022.

## Urbanisme

### Typologie
Au 1er janvier 2024, Landerrouat est catégorisée commune rurale à habitat dispersé, selon la nouvelle grille communale de densité à sept niveaux définie par l'Insee en 2022.
Elle est située hors unité urbaine et hors attraction des villes,.

### Occupation des sols

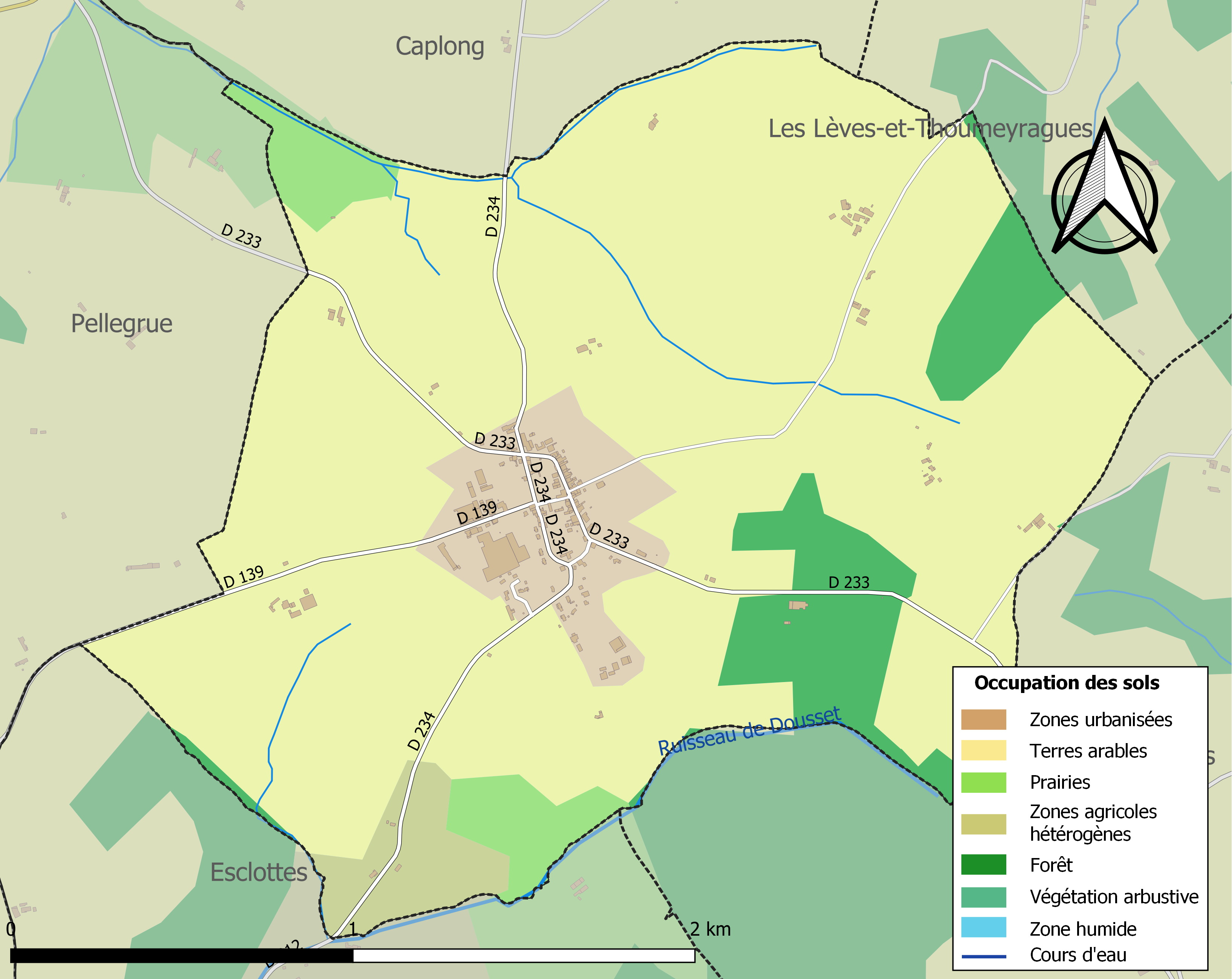
Carte des infrastructures et de l'occupation des sols de la commune en 2018 (CLC).

L'occupation des sols de la commune, telle qu'elle ressort de la base de données européenne d’occupation biophysique des sols Corine Land Cover (CLC), est marquée par l'importance des territoires agricoles (83,8 % en 2018), en diminution par rapport à 1990 (89,5 %). La répartition détaillée en 2018 est la suivante : 
cultures permanentes (76,9 %), forêts (9,1 %), zones urbanisées (7,1 %), prairies (3,9 %), zones agricoles hétérogènes (3,1 %). L'évolution de l’occupation des sols de la commune et de ses infrastructures peut être observée sur les différentes représentations cartographiques du territoire : la carte de Cassini (XVIIIe siècle), la carte d'état-major (1820-1866) et les cartes ou photos aériennes de l'IGN pour la période actuelle (1950 à aujourd'hui).

### Voies de communication et transports

#### Réseau routier
accessible à la sortie  4 La Réole (38 km) 

 accessible à la sortie  12 Montpon-Ménestérol (33 km)
 vers Pellegrue. 

 vers Gensac et Duras. 

 vers Les Lèves-et-Thoumeyragues et Esclottes.

#### RéseauTER
La commune ne contient pas de gare. La gare la plus proche se situe à La Réole sur la ligne Bordeaux-Sète.

##### Réseau Trans Gironde
La commune n'est pas desservie.

### Risques majeurs
Le territoire de la commune de Landerrouat est vulnérable à différents aléas naturels : météorologiques (tempête, orage, neige, grand froid, canicule ou sécheresse), inondations et séisme (sismicité très faible). Un site publié par le BRGM permet d'évaluer simplement et rapidement les risques d'un bien localisé soit par son adresse soit par le numéro de sa parcelle.
La commune a été reconnue en état de catastrophe naturelle au titre des dommages causés par les inondations et coulées de boue survenues en 1982, 1999 et 2009,.

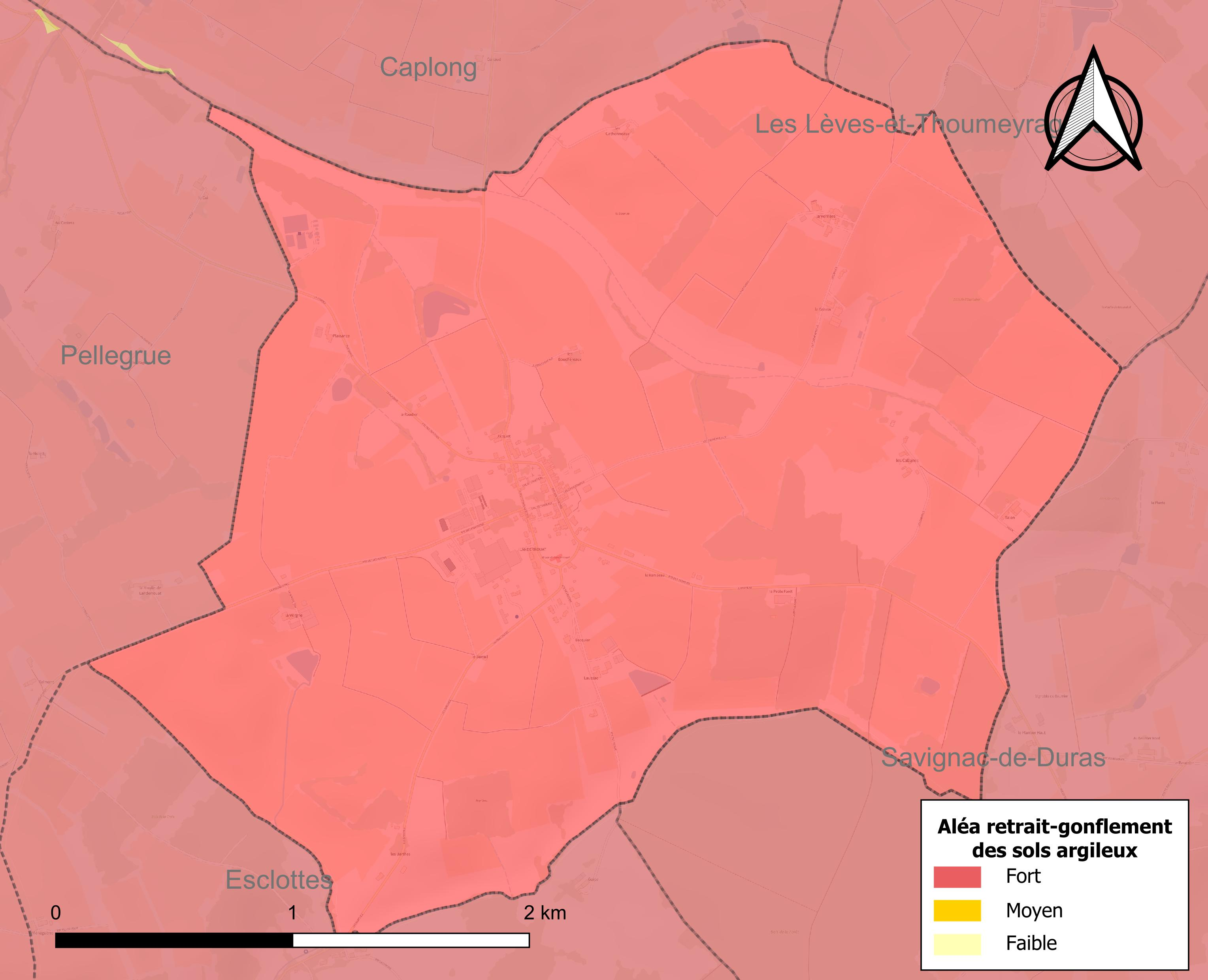
Carte des zones d'aléa retrait-gonflement des sols argileux de Landerrouat.

Le retrait-gonflement des sols argileux est susceptible d'engendrer des dommages importants aux bâtiments en cas d’alternance de périodes de sécheresse et de pluie. La totalité de la commune est en aléa moyen ou fort (67,4 % au niveau départemental et 48,5 % au niveau national). Sur les 101 bâtiments dénombrés sur la commune en 2019, 101 sont en aléa moyen ou fort, soit 100 %, à comparer aux 84 % au niveau départemental et 54 % au niveau national. Une cartographie de l'exposition du territoire national au retrait gonflement des sols argileux est disponible sur le site du BRGM,.
Par ailleurs, afin de mieux appréhender le risque d’affaissement de terrain, l'inventaire national des cavités souterraines permet de localiser celles situées sur la commune.
Concernant les mouvements de terrains, la commune a été reconnue en état de catastrophe naturelle au titre des dommages causés par la sécheresse en 2005 et 2011 et par des mouvements de terrain en 1999.

## Toponymie
Ernest Nègre propose pour étymologie les mots gascons lana (la lande) et d’arroar («lieu où poussent les fétuques»).
Bénédicte Boyrie-Fénié, après avoir cité les formes médiévales (Landarroatum, 1274, en latin, et Landaroat, 1290, en occitan), dont l'une a déjà les deux r qui devaient triompher dans la prononciation occitane et dans la graphie française, écarte la solution d'Ernest Nègre, mais s'appuie sur le cas de Lamothe-Landerron pour proposer un terme aquitain vivant encore en basque, landare, signifiant plante, tout végétal, avec un suffixe at. L'amuïssement du -n- intervocalique (Landerro(n)at), dont l'isoglosse est bien plus méridionale, pourrait poser problème, mais à une vingtaine de km au Nord-Ouest existe la commune de Mouliets, c'est-à-dire Molin, français Moulin, avec suffixe diminutif -et, où ce -n- a bel et bien disparu, ce qui lève le doute.

## Histoire
Anciennement, la commune porta les noms de Landaroat ou Landarroat.
À la Révolution, la paroisse Saint-Jean de Landerrouat forme la commune de Landerrouat.

## Politique et administration

### Liste des maires
| Période                                  | Période  | Identité        | Étiquette | Qualité                     |
| ---------------------------------------- | -------- | --------------- | --------- | --------------------------- |
| mars 2001                                | 2020     | Jeanine Lacombe |           | Retraitée Fonction publique |
| 2020                                     | En cours | Diana Conord    |           |                             |
| Les données manquantes sont à compléter. |          |                 |           |                             |

### Communauté de communes
Le 1er janvier 2014, la Communauté de communes du Pays de Pellegrue ayant été supprimée, la commune de Landerrouat s’est retrouvée intégrée à la Communauté de communes du pays Foyen siégeant à Pineuilh.

## Démographie
L'évolution du nombre d'habitants est connue à travers les recensements de la population effectués dans la commune depuis 1793. Pour les communes de moins de 10 000 habitants, une enquête de recensement portant sur toute la population est réalisée tous les cinq ans, les populations de référence des années intermédiaires étant quant à elles estimées par interpolation ou extrapolation. Pour la commune, le premier recensement exhaustif entrant dans le cadre du nouveau dispositif a été réalisé en 2004.

En 2022, la commune comptait 228 habitants, en évolution de +12,32 % par rapport à 2016 (Gironde : +6,91 %, France hors Mayotte : +2,11 %).
| 1793 | 1800 | 1806 | 1821 | 1831 | 1836 | 1841 | 1846 | 1851 |
| ---- | ---- | ---- | ---- | ---- | ---- | ---- | ---- | ---- |
| 351  | 243  | 208  | 223  | 271  | 233  | 248  | 246  | 227  |

| 1856 | 1861 | 1866 | 1872 | 1876 | 1881 | 1886 | 1891 | 1896 |
| ---- | ---- | ---- | ---- | ---- | ---- | ---- | ---- | ---- |
| 234  | 240  | 242  | 236  | 234  | 230  | 229  | 241  | 220  |

| 1901 | 1906 | 1911 | 1921 | 1926 | 1931 | 1936 | 1946 | 1954 |
| ---- | ---- | ---- | ---- | ---- | ---- | ---- | ---- | ---- |
| 217  | 246  | 258  | 235  | 240  | 235  | 230  | 235  | 232  |

| 1962 | 1968 | 1975 | 1982 | 1990 | 1999 | 2004 | 2006 | 2009 |
| ---- | ---- | ---- | ---- | ---- | ---- | ---- | ---- | ---- |
| 196  | 186  | 188  | 183  | 193  | 161  | 169  | 172  | 182  |

| 2014 | 2019 | 2022 | - | - | - | - | - | - |
| ---- | ---- | ---- | - | - | - | - | - | - |
| 201  | 218  | 228  | - | - | - | - | - | - |

## Lieux et monuments
- L'église Saint-Jean, initialement d'architecture romane, a un portail et des bas-côtés d’époque gothique.

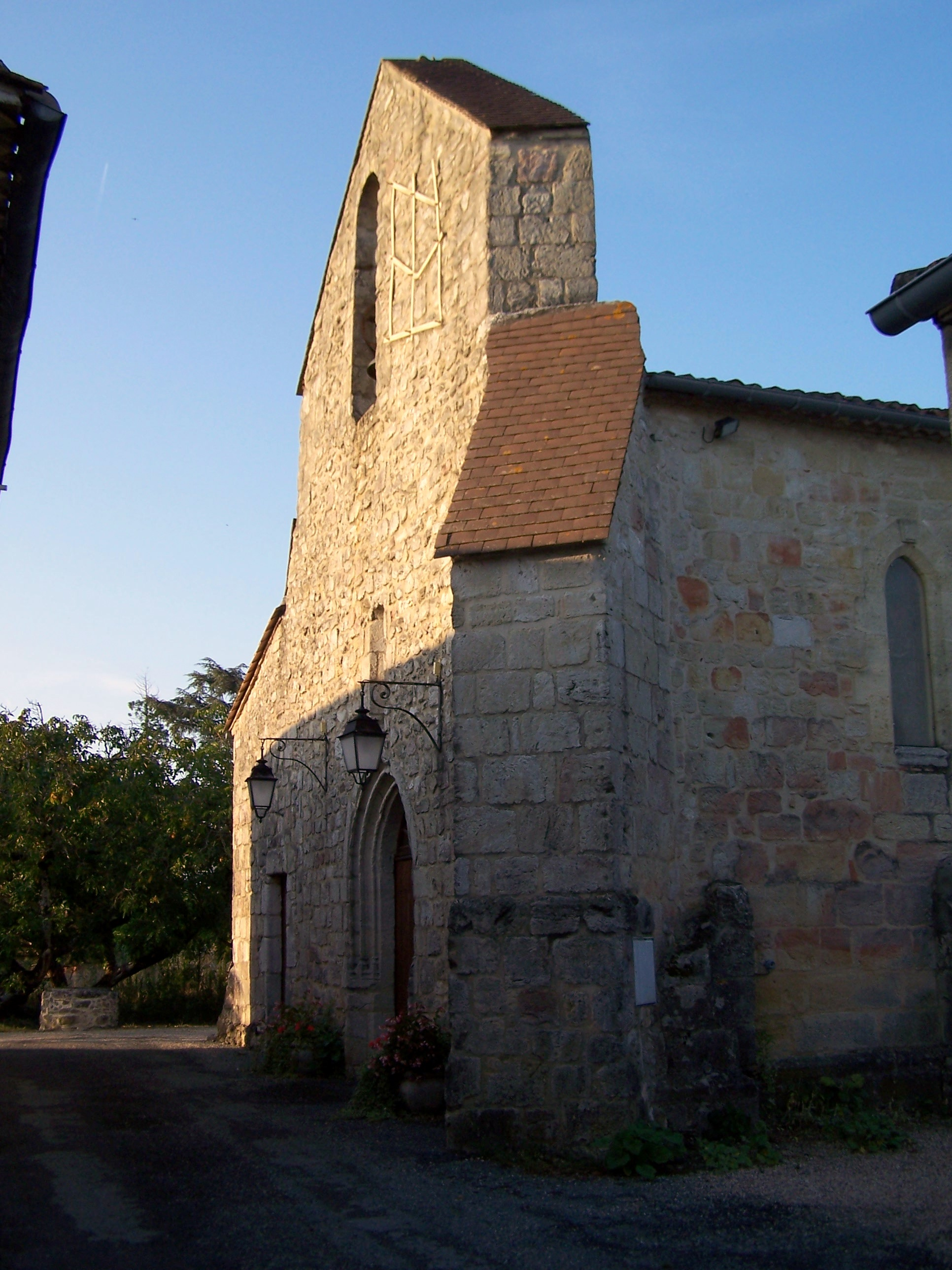
Façade de l’église Saint-Jean (sept. 2012)
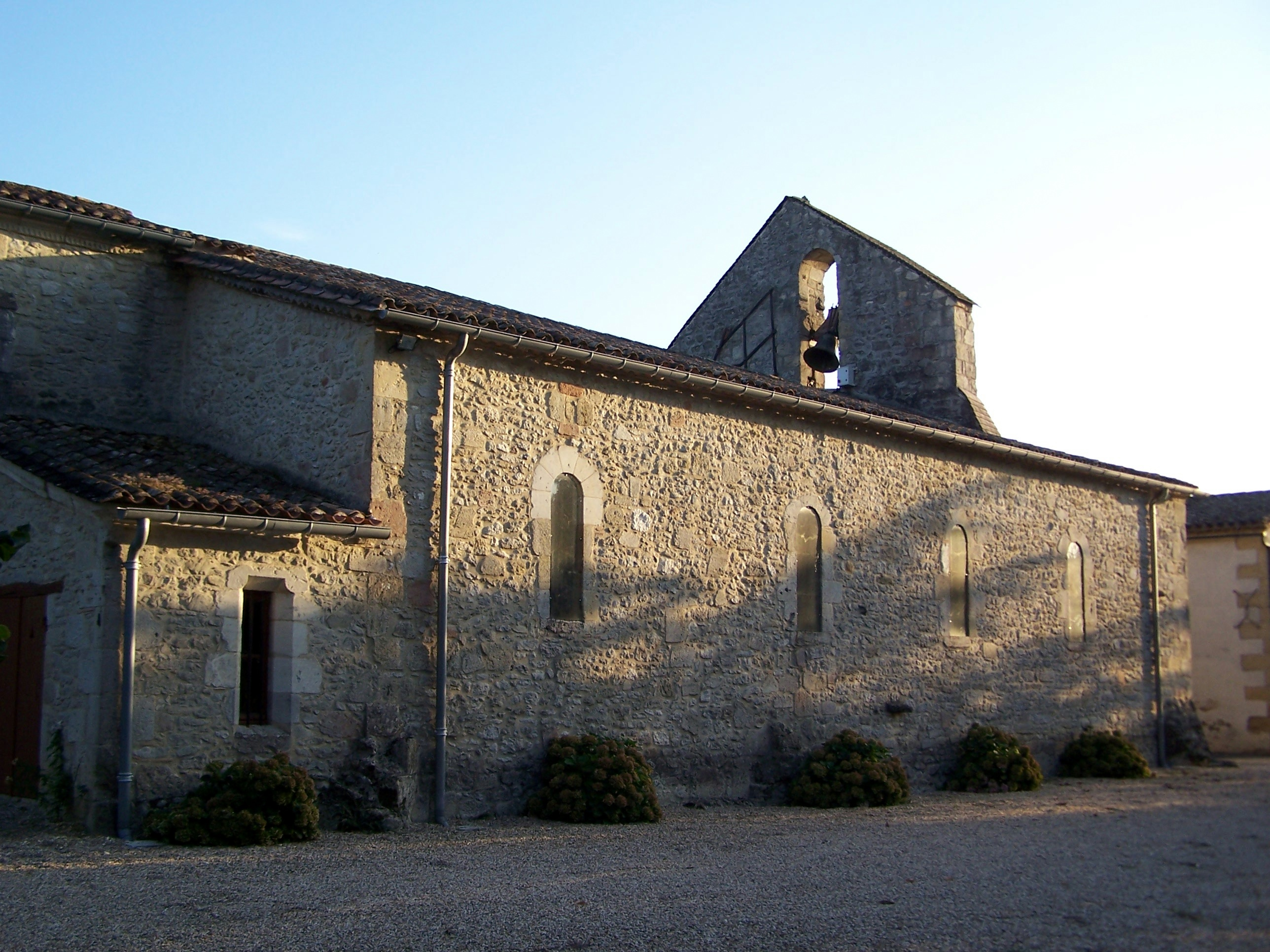
Vue nord-ouest de l’église (sept. 2012)
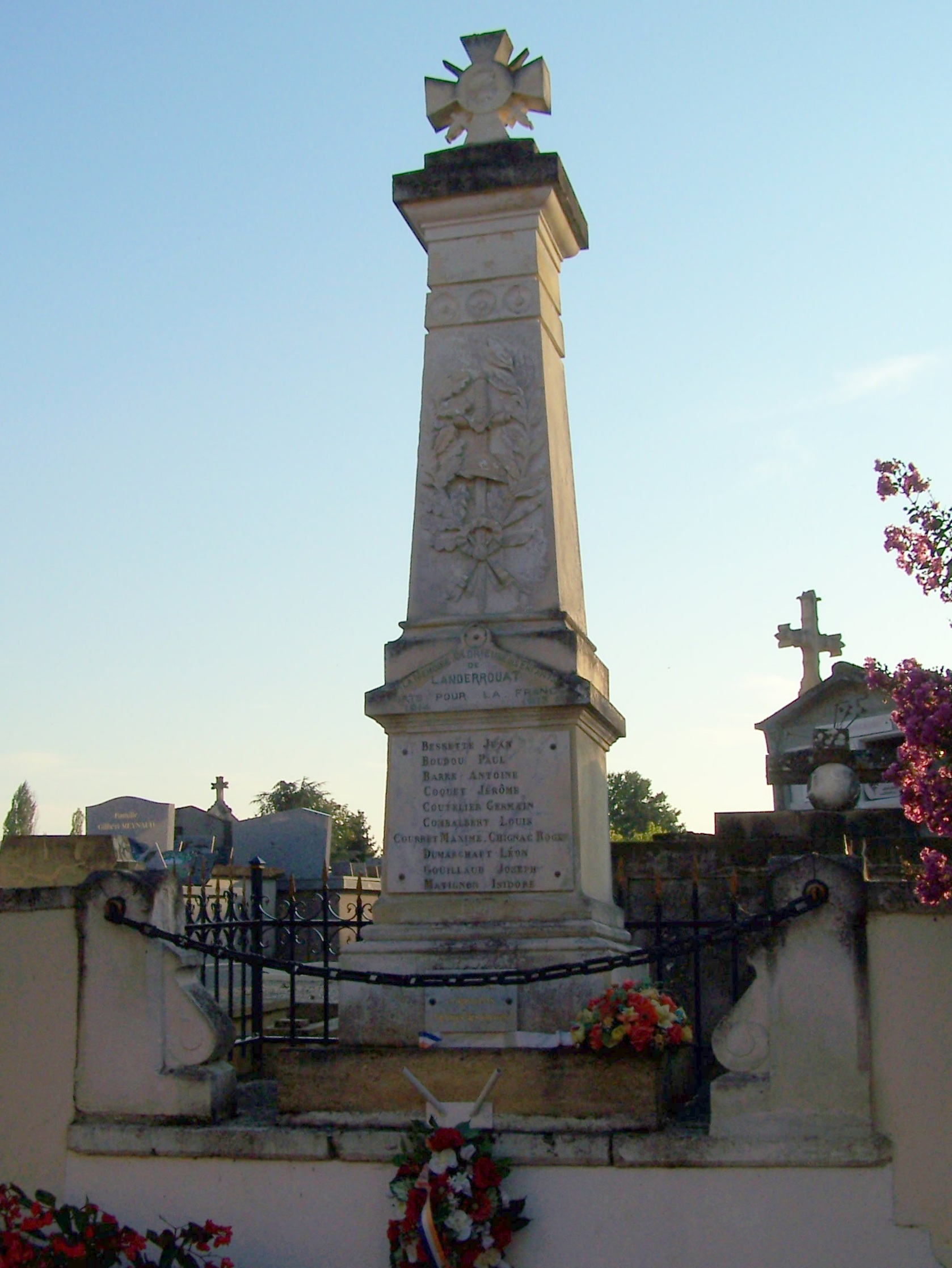
Le monument aux morts adossé au cimetière (sept. 2012)